# Mohamed Affane
 (mai 2023).
Mohamed Affane est homme politique comorien ayant occupé notamment les postes de commissaire aux finances et gouverneur de l’île d’Anjouan (par interim).